# Kelvin Clark
Kelvin Wayne Clark (Odessa, 30 gennaio 1956) è un ex giocatore di football americano statunitense che ha militato nel ruolo di offensive lineman nella National Football League (NFL).

## Carriera
Al college Clark giocò a football a Nebraska, venendo premiato come All-American. Fu scelto dai Denver Broncos nel corso del primo giro (ventiduesimo assoluto) del Draft NFL 1979. Vi giocò fino al 1981, dopo di che passò l'ultima parte della carriera ai New Orleans Saints dal 1982 al 1985.